# واشنطن سبيريت
واشنطن سبيريت (بالإنجليزية: Washington Spirit)‏ هو نادي كرة القدم أمريكي يقع مقره في منطقة العاصمة واشنطن ويشارك في الدوري الوطني لكرة القدم للسيدات. إنه استمرار لدي سي يونايتد وومن في الدوري الأمريكي للسيدات ويستمر في العمل مع فريق الدوري الممتاز لكرة القدم للسيدات للهواة وفريق الشباب، وكلاهما تحت اسم سبيريت. يتم تدريب سبيريت من قبل ريتشي بيرك.

## وصلات خارجية
- الموقع الرسمي
- DC Spirit Squadron on Twitter
- Dc DC Spirit Squadron on Facebook